# Leptoteleia lubomiri
Leptoteleia lubomiri är en stekelart som beskrevs av Lubomir Masner 1978. Leptoteleia lubomiri ingår i släktet Leptoteleia och familjen Scelionidae. Inga underarter finns listade i Catalogue of Life.